# (12724) 1991 PZ14
(12724) 1991 PZ14 là một tiểu hành tinh vành đai chính. Nó được phát hiện bởi Henry E. Holt ở Đài thiên văn Palomar ở Quận San Diego, California, ngày 6 tháng 8 năm 1991.